# Lubowla (herb szlachecki)

Herb Lubowla za Taduszem Gajlem, który z kolei powołuje się na Piekosińskiego

Herb Lubowla za Józefem Szymańskim, który z kolei powołuje się na wizerunek z chrzcielnicy w Ujanowicach k. Nowego Sącza

Lubowla (Błoziny, Błożyna, Ignile et crux, Lubomla, Ogniwo, Włoziny) – polski herb rycerski, który zaginął już w XVI w. Zawołanie - Lubowla

## Opis herbu
W polu czerwonym ogniwo łańcucha srebrne z zaćwieczonym na barku takimż krzyżem kawalerskim.
Józef Szymański podaje inną wersję, interpretując słowo "ogniwo" jako synonim krzesiwa. Ponadto nie podaje barw herbu.

## Najwcześniejsze wzmianki
Jedynym pewnym przekazem ikonograficznym tego herbu jest pieczęć z roku 1387 należąca do Więcława ze Swoszowic. Jan Długosz genezę herbu tłumaczy dwojako:
- raz twierdzi, że herb ten przywiózł do Polski znad Renu Spycimir Leliwita,
- innym zaś razem, że herb należał do Jakuba Boboli, ale część jego potomków porzuciła go na rzecz Leliwy Spycimira.

Ongiś Ogniwów wiązano raczej z Węgrami i sądzono, że pojawili się w Polsce, nad Dunajcem dopiero w czasach Bolesława Wstydliwego lub Władysława Łokietka. Późne przybycie protoplasty Ogniwów miałoby tłumaczyć stosunkowo słabe w XIV i XV wieku rozrodzenie rodu.
Lubowlici (Ogniwowie) zaliczali się do drobnego rycerstwa połączonego ze sobą więzami bliskiego pokrewieństwa. Znikoma ilość wzmianek i zapisów herbowych wskazuje, że ród Ogniwów był niewielki. Jego występowanie ograniczone było do ziemi krakowskiej, a konkretnie do terenów pod Krakowem i północno-zachodniej Sądecczyzny (w widłach Dunajca i Łososiny). W czasach długoszowych we wsiach Łąki, Wojakowa, Drużków, Porębka, Kąty, Dobrociesz i Połomia koło Brzeska obok innych rodzin cząstkowej szlachty rzeczywiście występują i Lubowlici. Jeszcze w 1524 Jan Ogniwo i Feliks z Drużkowa występowali z tym herbem.
Przypuszcza się, iż Ogniwowie wznieśli zamek w Rytrze.

## Etymologia
Lubowla albo Lubomla ma być proklamacją topograficzną i brać swój początek od miejscowości tej nazwy, na Spiżu położonej.

## Herbowni
Brzezieński, Brzeziński, Druszkowski, Porembski, Porębski, Szewcowicz.
Boniecki wspomina jeszcze Łobodzkich herbu Błoziny (wyobrażającym koło czyli toczenicę, na niej krzyż).
Do Lubowlitów należeli m.in.: kasztelan połaniecki i małogoski Mirosław.

## Odmiany herbu
Piekosiński jako odmianę tego herbu zalicza herb Bienia, znany z pieczęci z 1304 należącej do Bienia Wojsławowicza Łososińskiego, wnuka Wydżgi (herb wyobraża niby strzemię koliste z krzyżem na barku; ma być fazą przechodnią między herbem Lubowla a herbem Strzemię).